# Деркач, Дарья Сергеевна
Дарья Сергеевна Деркач (итал. Dariya Derkach; род. 27 марта 1993, Винница) — итальянская легкоатлетка украинского происхождения, специалистка по тройным прыжкам и прыжкам в длину. Выступает за сборную Италии по лёгкой атлетике с 2013 года, обладательница серебряной медали молодёжного чемпионата Европы, многократная победительница и призёрка первенств национального значения, участница двух летних Олимпийских игр.

## Биография
Дарья Деркач родилась 27 марта 1993 года в Виннице, Украина. В возрасте девяти лет вместе с родителями переехала на постоянное жительство в Италию и поселилась в городке Пагани недалеко от Неаполя. Происходит из семьи с богатыми спортивными традициями: её мать Оксана Деркач серьёзно занималась лёгкой атлетикой и показывала высокие результаты в тройном прыжке, отец Сергей Деркач проявил себя на тренерском поприще, занимался подготовкой легкоатлетов-многоборцев.
С юных лет Дарья тренировалась под руководством отца, успешно выступала на различных юниорских и молодёжных турнирах в Италии, при этом выступать на международном уровне долгое время не могла из-за отсутствия итальянского гражданства.
Наконец, в 2013 году Деркач стала гражданкой Италии, вошла в состав итальянской национальной сборной и выступила на нескольких международных турнирах. Так, в прыжках в длину она заняла шестое место на командном чемпионате Европы в Гейтсхеде, тогда как на молодёжном европейском первенстве в Тампере показала шестой результат в прыжках в длину и завоевала серебряную награду в тройных прыжках. Принимала участие в чемпионате мира в Москве — на предварительном квалификационном этапе прыжков в длину показала результат 6,16 метра, чего оказалось недостаточно для выхода в финал.
В 2014 году выиграла бронзовую и серебряную медали на молодёжном средиземноморском первенстве в Обане — в прыжках в длину и тройных прыжках соответственно. Прыгала тройным на чемпионате Европы в Цюрихе.
В 2015 году отметилась выступлением на чемпионате Европы в помещении в Праге и на молодёжном европейском первенстве в Таллине.
В 2016 году в тройном прыжке закрыла десятку сильнейших на чемпионате Европы в Амстердаме. Благодаря череде удачных выступлений удостоилась права защищать честь страны на летних Олимпийских играх в Рио-де-Жанейро — прыгнула на 13,56 метра и в финал не вышла.
В 2017 году в тройных прыжках выступила на чемпионате Европы в помещении в Белграде, стала десятой на командном чемпионате Европы в Лилле.
В 2018 году была восьмой на Средиземноморских играх в Таррагоне, тогда как на чемпионате Европы в Берлине провалила все три свои попытки в тройном прыжке, не показав никакого результата.
В 2021 году среди прочего стала седьмой на командном чемпионате Европы в Хожуве и девятой на этапе Бриллиантовой лиги в Монако. Представляла Италию на Олимпийских играх в Токио — на квалификационном этапе прыгнула на 13,90 метра и в финал не вышла.
В 2022 году участвовала в чемпионате мира в помещении в Белграде и в чемпионате Европы в Мюнхене.